# Schortens
Schortens – miasto w Niemczech, w kraju związkowym Dolna Saksonia, w powiecie Friesland.

## Dzielnice
- Accum
- Addernhausen
- Grafschaft
- Heidmühle
- Middelsfähr
- Oestringfelde
- Ostiem
- Roffhausen
- Schoost
- Schortens
- Sillenstede
- Upjever

## Współpraca
- Nagybajom, Węgry
- Pieszyce, Polska